# Kenneth Lane
Kenneth Lane (Toronto, 16 agosto 1923 – Toronto, 22 gennaio 2010) è stato un canoista canadese.

## Palmarès

### Olimpiadi
- Argento a Helsinki 1952 nel C2 10000 metri.